# Premio IMPALA
El Premio IMPALA es un reconocimiento presentado por la Asociación de Compañías de Música Independiente (también conocida como IMPALA, originalmente Independent Music Publishers and Labels Association) para reconocer los logros en la de la música independiente en Europa(música producida independientemente de los sellos comerciales o sus filiales). La asociación tiene sus oficinas en Bruselas, Bélgica. La misión principal de IMPALA es hacer crecer el sector musical independiente europeo, junto con la promoción de la diversidad cultural y mejorar las percepciones de la industria.

## Categorías de premios
Los premios IMPALA tienen tres modalidades de premios: el Premio al Álbum Independiente Europeo del Año, el Premio a la Contribución Sobresaliente y los Premios de Ventas IMPALA.

### Álbum Independiente Europeo del Año
El ganador del Premio al Álbum Independiente Europeo del Año es seleccionado anualmente por un jurado basado únicamente en el mérito artístico, independientemente de las cifras de ventas y publicidad, de una lista de nominados (los álbumes seleccionados deben haber sido lanzados por un sello independiente europeo en el año correspondiente).
Ganadores:
- Street Worms de V**gra Boys (2018)
- In My Head de Gurr (2017)
- Citizen of Glass de Agnes Obel (2016)[3]
- Vestiges & Claws de José González (2015)
- Our Love de Caribou (2014)
- Guadalupe Plata de Guadalupe Plata (2013)[4]
- Coexist de The xx (2012)[5]
- 21 de Adele (2012)
- Magic Chairs de Efterklang (2011)[6]

### Premio a la Contribución Sobresaliente
Este premio reconoce los esfuerzos de un individuo u organización, no necesariamente de un sello, para promover y desarrollar la música independiente europea y la diversidad del sector. Una vez más, se anuncia un ganador anualmente.
Ganadores:
- Markus Tobiassen (Periodista) y periódico Dagens Næringsliv (2018)
- Jonas Sjöström (Fundador de Playground Music Scandinavia AB) (2017)
- Plus 1 - Refugees Welcome! (2016)
- Eurosonic (2015)
- Armin van Buuren y Armada Music (2014)[7]
- Charles Caldas (fundador y CEO de Merlin Network) (2013)[8]
- Martin Mills y Label Love (2012)
- Mario Pacheco (2011)

### Premios de Ventas
Para muchos artistas independientes, el éxito comienza mucho antes de que las ventas alcancen el millón (el nivel de ventas paneuropeo oficialmente reconocido antes de que IMPALA lanzara su esquema). IMPALA pretende que estos Premios brinden una herramienta para que las compañías de música independientes y los artistas se promocionen, tanto a nivel nacional como internacional.
Los niveles de venta de los premios son:
- IMPALA Plata 20 000
- IMPALA Doble Plata 40 000
- IMPALA Oro 75 000
- IMPALA Doble Oro 150 000
- IMPALA Diamante 200 000
- IMPALA Platino 400 000
- IMPALA Doble Platino 800 000